# William Latimer, 4. Baron Latimer

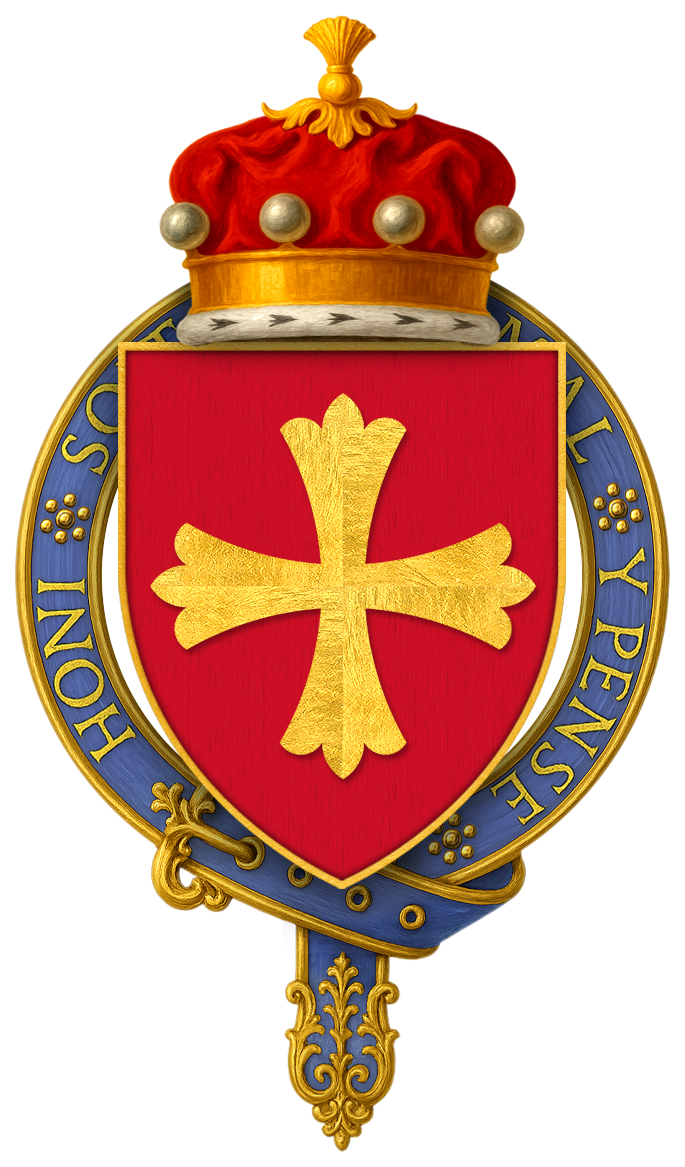
Wappen von Sir William Latimer, 4. Baron Latimer, KG

William Latimer, 4. Baron Latimer, KG (* 24. März 1330 Scampston, Ryedale Wapentake, North Riding of Yorkshire, heute North Yorkshire; † 28. Mai 1381 Guisborough, Yorkshire) war ein englischer Adliger, Militär und Politiker. Nachdem er in Frankreich und für den Haushalt von Eduard III. von England gedient hatte, wurde er während des Good Parliament von 1376 angeklagt, das früheste aufgezeichnete derartige Verfahren im englischen Parlament.

## Frühe Jahre und Dienst in Frankreich
William Latimer war der Sohn von William Latimer, 3. Baron Latimer, und Elizabeth Botetourt, Tochter von John Botetourt, 1. Baron Botetourt. Im Jahr 1353 heiratete er Elizabeth FitzAlan (1320–1389), Tochter von Edmund FitzAlan, 9. Earl of Arundel und Alice de Warenne; ihre Tochter Elizabeth (1357–1395) heiratete in erster Ehe John Neville, 3. Baron Neville de Raby und in zweiter Ehe Robert Willoughby, 4. Baron Willoughby de Eresby.
1346 kämpfte er in der Schlacht bei Crécy, 1351 war er zum Ritter geschlagen worden und im königlichen Dienst in Calais. Im Januar 1356 war er anwesend, als Edward Balliol seinen Anspruch auf den schottischen Thron aufgab. 1359 diente er in der Gascogne. 1361 wurde er als Nachfolger von Sir William FitzWarin in den Hosenbandorden aufgenommen. 1364 kämpfte er an der Seite von Johann V. von Bretagne in der Schlacht von Auray. 1368 wurde er zum Keeper von Bécherel ernannt und 1370 von Saint-Sauveur-le-Vicomte.

## Rückkehr nach England und Amtsenthebungsverfahren
Nach seiner Rückkehr nach England diente er von 1368 bis 1370 als Lord Steward und ab 1371 als Lord Chamberlain. Sein Schwiegersohn John Neville, Lord Neville de Raby, wurde im gleichen Jahr zum Lord Steward ernannt, und bis 1376 waren beide bedeutende Persönlichkeiten am königlichen Hof; Latimer stand bei John of Gaunt, Duke of Lancaster, dem Sohn des Königs, in hoher Gunst. Er wurde 1373 Constable of Dover Castle und 1374 Warden of the Cinque Ports. Darüber hinaus war er 1373 an den Verhandlungen mit Portugal und 1375 an den Verhandlungen mit Frankreich beteiligt.
Als das Parlament von England im April 1376, bekannt als das Good Parliament, unter der Leitung von Peter de la Mare einberufen wurde, wollten die Mitglieder korrupte Berater vom Hof entfernen. Latimer, Neville, der Londoner Händler Richard Lyons und Alice Perrers wurden angeklagt, und die Anklage gegen Latimer lautete, er habe sich in der Bretagne der Unterdrückung schuldig gemacht, er habe die Burg von Saint-Sauveur an den Feind verkauft, 1375 die Befreiung von Bécherel behindert, er habe Bestechungsgelder für die Freilassung erbeuteter Schiffe angenommen und Geldstrafen einbehalten, die dem König gezahlt worden waren, insbesondere von Robert Knolles und die Stadt Bristol, und schließlich, dass er in Zusammenarbeit mit Robert Lyons durch die Rückzahlung fiktiver Kredite Geld von der Krone erhalten habe. Sekundiert von William von Wykeham versuchte de la Mare, Latimer sofort verurteilen zu lassen, wobei die Commons im Namen des Königs handelten. Der Versuch scheiterte, es kam zum Prozess. Die Anklage wurde bewiesen und er wurde von seinen Positionen im königlichen Haushalt und im Rat entfernt, mit Geldstrafe belegt und eingesperrt. Im Oktober 1376 wurde er begnadigt und kehrte mit Lancasters wiedergewonnenem Einfluss in die Gunst des Königs zurück.
Latimers Amtsenthebungsverfahren ist das erste dokumentierte Impeachment des Parliaments.

## Späte Jahre
Latimer wurde zum Testamentsvollstrecker Eduards III. von England ernannt, der im Juni 1377 starb. Im gleichen Jahr wurde er Gouverneur von Calais. 1380 begleitete er Thomas of Woodstock, Earl of Buckingham auf seinem Feldzug in Frankreich.
Latimer starb am 28. Mai 1381 und wurde in Gisborough Priory, Yorkshire, bestattet. Seine Mutter, seine Ehefrau und seine Tochter überlebten ihn.